# Syöte Nationalpark
Syöte Nationalpark (Syötteen kansallispuisto) er en nationalpark i kommunerne Pudasjärvi, Posio og Taivalkoski i de nordlige regioner Norra Österbotten og Lapland i Finland. Syöte Nationalparken har et areal på 299 km2 og er en kæde af gamle vækstskove, hvoraf en del er højskov. En fjerdedel af parkens areal er dækket af moser af forskellige typer.